# 加藤敏夫
加藤 敏夫（かとう としお、1917年8月25日 - 1999年10月2日）は、日本の数学者。専門は、偏微分方程式・数理物理学・関数解析学。 

## 経歴
1917年、栃木県鹿沼市に生まれた。1941年東京帝国大学理学部物理学科を卒業。太平洋戦争による学業の中断を経て、1951年東京大学助教授、1958年に東京大学教授となる。1962年よりカリフォルニア大学バークレー校教授。1988年に定年退職し、カリフォルニア大学バークレー校名誉教授となった。1999年、カリフォルニア州オークランドの自宅にて病没。

## 受賞・栄誉
- 1960年：朝日賞を受賞[1]。
- 1970年：ICM 1970 Nice 全体講演者[2]
- 1980年：アメリカ数学会・アメリカ応用数学会よりノーバート・ウィーナー応用数学賞を受賞[1]。

## 研究内容・業績
数理物理学に関する業績が多く、1951年には量子力学において現実的な（特異性のある）ポテンシャルでのシュレーディンガー作用素の自己共役性を示した。また、非線型発展方程式、KdV方程式（Kato smoothing effect）、ナビエ-ストークス方程式の解についても研究を行った。これらの分野に影響を与えた "Perturbation theory of linear operators" の著者としても知られる。

## 著書
- 加藤敏夫『函数空間論』共立出版、1957年
- 吉田耕作、加藤敏夫『大学演習応用数学I』裳華房、1961年
- "Perturbation theory of linear operators", Springer-Verlag, 1966, 1976.　※線形作用素の摂動理論で有限次元、無限次元を扱っている。
- 加藤敏夫『位相解析―理論と応用への入門』共立出版、1967年
- "A short introduction to the perturbation theory of linear operators", Springer-Verlag, 1982. ※線形作用素の摂動理論を有限次元作用素の場合に限定して記述。
- 加藤敏夫『位相解析―理論と応用への入門』共立出版、ISBN 978-4320010451、1988年
- 加藤敏夫『復刊 位相解析―理論と応用への入門』共立出版、ISBN 978-4320016668、2001年※ 復刊版。
- 加藤敏夫著、丸山徹 翻訳『行列の摂動』丸善出版 (シュプリンガー数学クラシックス) 、ISBN 978-4621063620、2012年　※"A Short Introduction to Perturbation Theory for Linear Operators" の全訳。
- 加藤敏夫著、黒田成俊編集『量子力学の数学理論』近代科学社、ISBN 978-4764905450、2017年　※未発表の遺稿を整理編集したもの。